# Aeroméxico
Aerovías de México, S.A. de C.V. (operando como Aeroméxico) es la aerolínea bandera de México fundada el 14 de septiembre de 1934, con su base en el Aeropuerto Internacional de la Ciudad de México y dos bases secundarias en el Aeropuerto Internacional de Monterrey y en el Aeropuerto Internacional de Guadalajara. Tiene una flota de 128 aeronaves con 5 nuevas órdenes y cotiza dentro de la Bolsa Mexicana de Valores.
La aerolínea realiza vuelos directos desde/hacia México, los Estados Unidos, Canadá, el Caribe, Centroamérica y Sudamérica, Europa, Asia y Oceanía; adicionalmente ofrece vuelos de código compartido con las empresas asociadas a la alianza Skyteam de la cual es miembro fundador junto a Delta Air Lines, Air France y Korean Air. Tiene su sede corporativa en la Torre Mapfre del paseo de la Reforma en la Colonia Cuauhtémoc de la Ciudad de México.
Aeroméxico trabaja estrechamente con la aerolínea estadounidense Delta Air Lines, propietaria de parte de Aeroméxico y en 2015 anunció su intención de adquirir hasta el 49% de las acciones de esta última. El 8 de mayo de 2017 entró en vigor un acuerdo comercial conjunto (JCA), mediante el cual las aerolíneas comparten información, costos e ingresos en todos sus vuelos entre Estados Unidos y México.

## Historia

### 1934

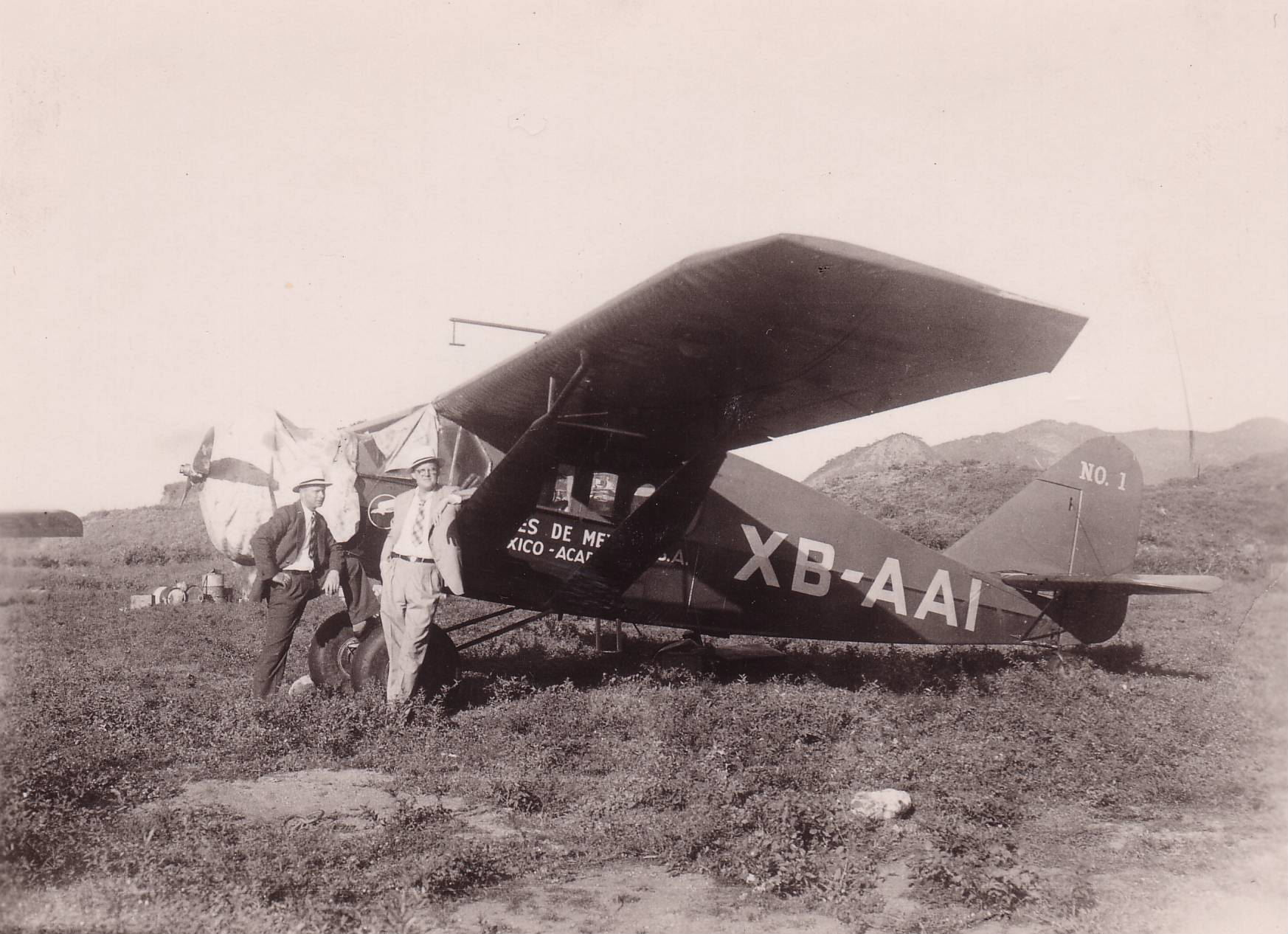
Un Avión Bellanca de Aeroméxico usado para la ruta Acapulco-México en 1935

Fue fundada por Antonio Díaz Lombardo como "Aeronaves de México" el 5 de septiembre de 1934. El primer avión fue un Stinson SR Reliant 5A, tripulado por el piloto Julio Zínser, quien fue instruido en la Escuela Militar de aviación y quien piloteó el vuelo inaugural en la ruta Ciudad de México-Acapulco el día 14 de septiembre de 1934.
El Stinson realizó 45 vuelos redondos entre México-Acapulco en sólo tres meses y operó rutas especiales a Tehuacán, Puebla, Ometepec y Oaxaca.

### Década de 1940
Cuando comenzó la Segunda Guerra Mundial, la aerolínea continuó creciendo con la ayuda de Pan American World Airways, que poseía el 40% de la nueva aerolínea mexicana y mejoró la flota con DC-2 y Boeing 247. Aeroméxico vio pocos cambios durante las siguientes dos décadas. Sin embargo, durante la década de 1950 se inició la renovación y la aerolínea se hizo cargo de varias pequeñas empresas competidoras en todo el país, incluida Aerovías Guest (la segunda aerolínea del país en ese momento) que operaba las rutas a Madrid y París. También Aeroméxico agregó aviones, incluido el Douglas DC-3 y su sucesor, el Douglas DC-4.

### Década de 1950
En 1955 la empresa tenía oficinas en 21 ciudades del país y dos en los Estados Unidos. Su flota estaba formada por 15 aviones (12 eran DC-3, dos DC-4 y un C-47 carguero) y pronto se incorporarían cuatro Convair 340-51, con las matrículas XA-KIN, XA-KIL, XA-KIM y el XA-KOU.
En 1957 se obtuvieron permisos para volar las rutas Ciudad de México-Nueva York y Acapulco-Los Ángeles. En el mismo año, accionistas mexicanos recuperaron las acciones en poder de la Panamerican World Airways. Dos años después, el gobierno federal adquirió por decreto todas las acciones y bienes de Aeronaves de México.

### Década de 1960
A principios de la década de 1960, la flota de Aeronaves de México (Aeroméxico) incluía aviones Douglas DC-3, Douglas DC-6 y Bristol Britannia. A partir de 1961, "Aeronaves" comenzó a sustituir sus aviones con motor de pistón por nuevos jets. Los primeros aviones con motor a reacción fueron un par de Douglas DC-8. Los DC-8 se utilizaron en rutas dentro de México y hacia la ciudad de Nueva York. En 1963, se adquirió las aerolíneas Aerovías Guest y se fusionaron bajo el nombre de Aeronaves de México.
En 1964, Aeronaves de México contaba con 2,980 empleados, ofrecía servicio a 32 destinos nacionales así como a ciudades en Estados Unidos, Europa, Canadá y Sudamérica; Acapulco, su primera ruta, contaba con nueve frecuencias al día y el 14 de agosto de este año inaugura su primer vuelo sin escalas entre Ciudad de México y Tijuana con equipo DC-6.
Más tarde, se agregaron más DC-8 y se reanudó el servicio a Europa, operado por dos aviones a reacción de Havilland Comet 4C arrendados en seco por Aerovías Guest antes de la fusión. Es a finales de los sesenta que se crea su primera subsidiaria regional, Aeronaves Alimentadoras.

### Década de 1970

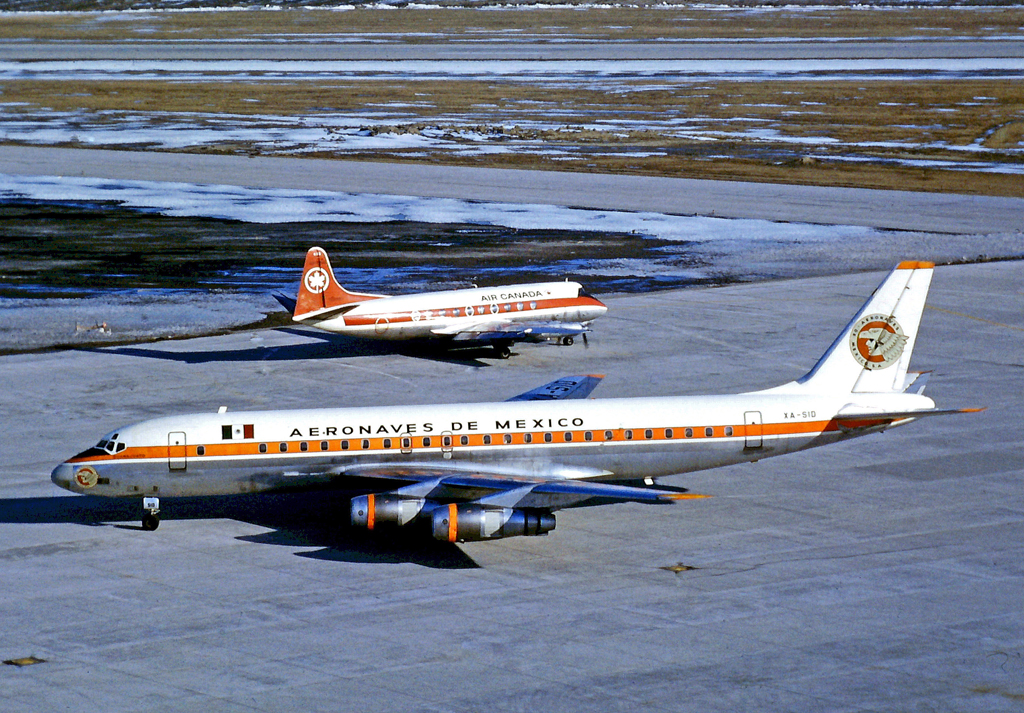
Douglas DC-8-51 de Aeronaves de México en el Aeropuerto Internacional Toronto Pearson en 1971

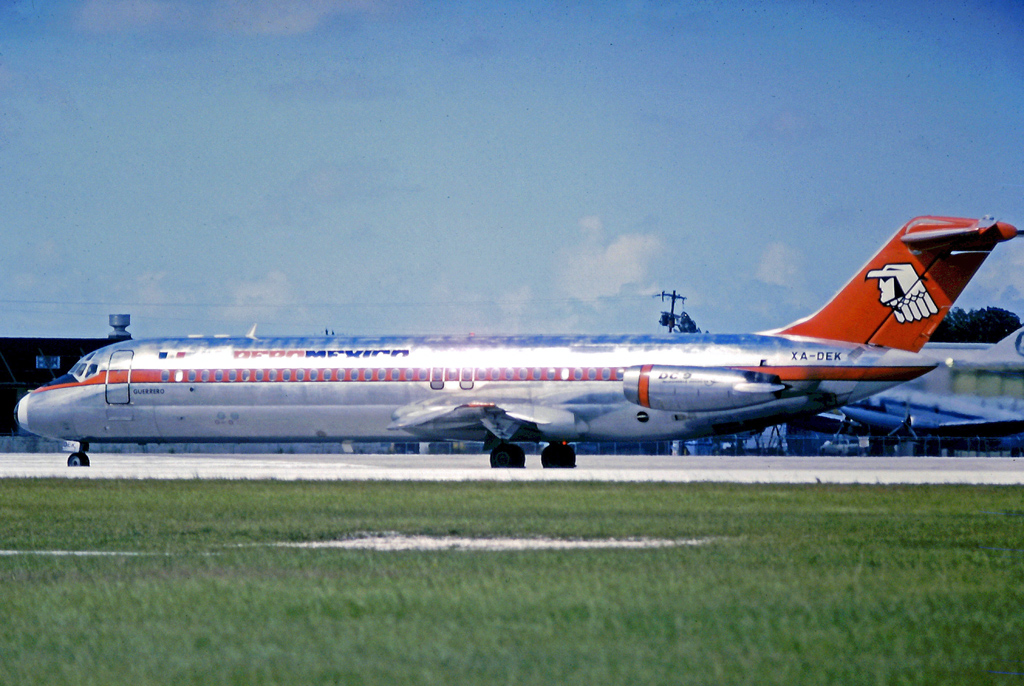
Douglas DC-9-32 de Aeroméxico en el Aeropuerto Internacional de Miami en 1975.

La década de 1970 trajo cambios dramáticos para Aeroméxico. En 1970, bajo un plan gubernamental, las aerolíneas nacionales mexicanas fueron nacionalizadas en un sistema integrado de transporte aéreo bajo el control de Aeronaves de México. El sistema incluía ocho transportistas más pequeños, aunque posteriormente se disolvieron. A principios de la década de 1970, los restantes aviones Douglas DC-6 y Bristol Britannia fueron retirados.En marzo de 1971, se rentaron dos DC-8-63CF con las matrículas N4865T y N4866T. En febrero de 1972 la compañía cambia su nombre comercial por el de Aeroméxico. Se introdujo una nueva combinación de colores (naranja y negro) y la aerolínea cambió su nombre de "Aeronaves de México" a su actual versión abreviada de Aeroméxico en febrero de 1972.
Una de las subsidiarias de Aeronaves de México durante esa época se llamó Aeronaves del Sureste, filial la cual tenía una combinación de aviones a reacción Twin-Otter y DC-9. El 19 de octubre de 1973, Aeroméxico recibió autorización para adquirir dos DC-10-30, y al ser uno de los clientes de lanzamiento del programa, el 17 de abril de 1974 llega su primer aviones con la matrícula XA-DUG y el nombre "Ciudad de México" el segundo llegaría al siguiente mes con la matrícula XA-DUH y con el nombre "Castillo de Chapultepec", . Ese mismo año la aerolínea también recibió sus primeros siete McDonnell Douglas DC-9-32. Durante este período, la popularidad y visibilidad de la aerolínea crecieron dramáticamente. Esto se debió en parte a la participación de Aeroméxico en las películas mexicanas. Básicamente, cada vez que los personajes de cualquier película producida en México tenían que volar a algún lugar, eran representados volando en aviones de Aeroméxico. 

### Década de 1980

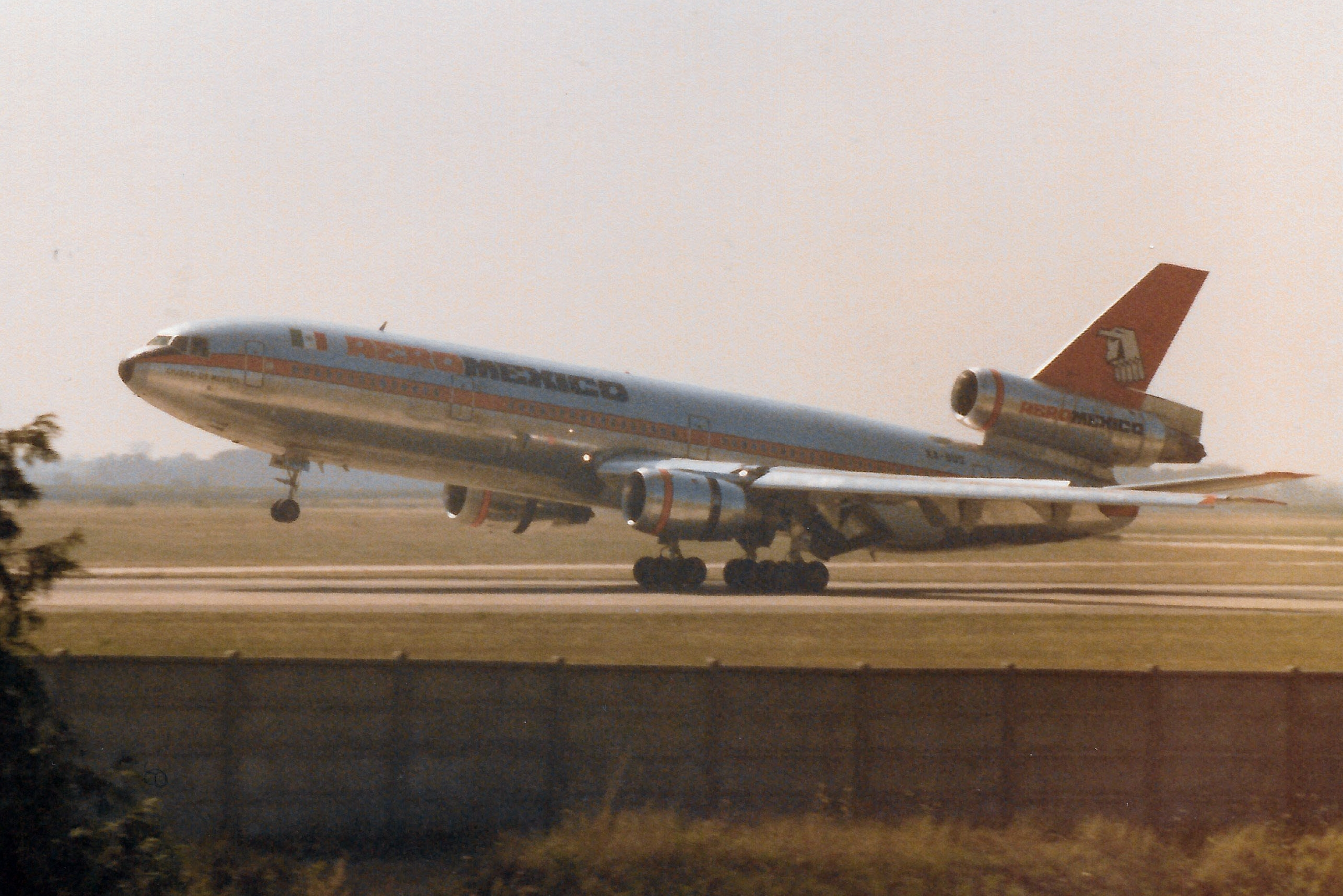
McDonnell Douglas DC-10-30 en el Aeropuerto Internacional de la Ciudad de México en 1981

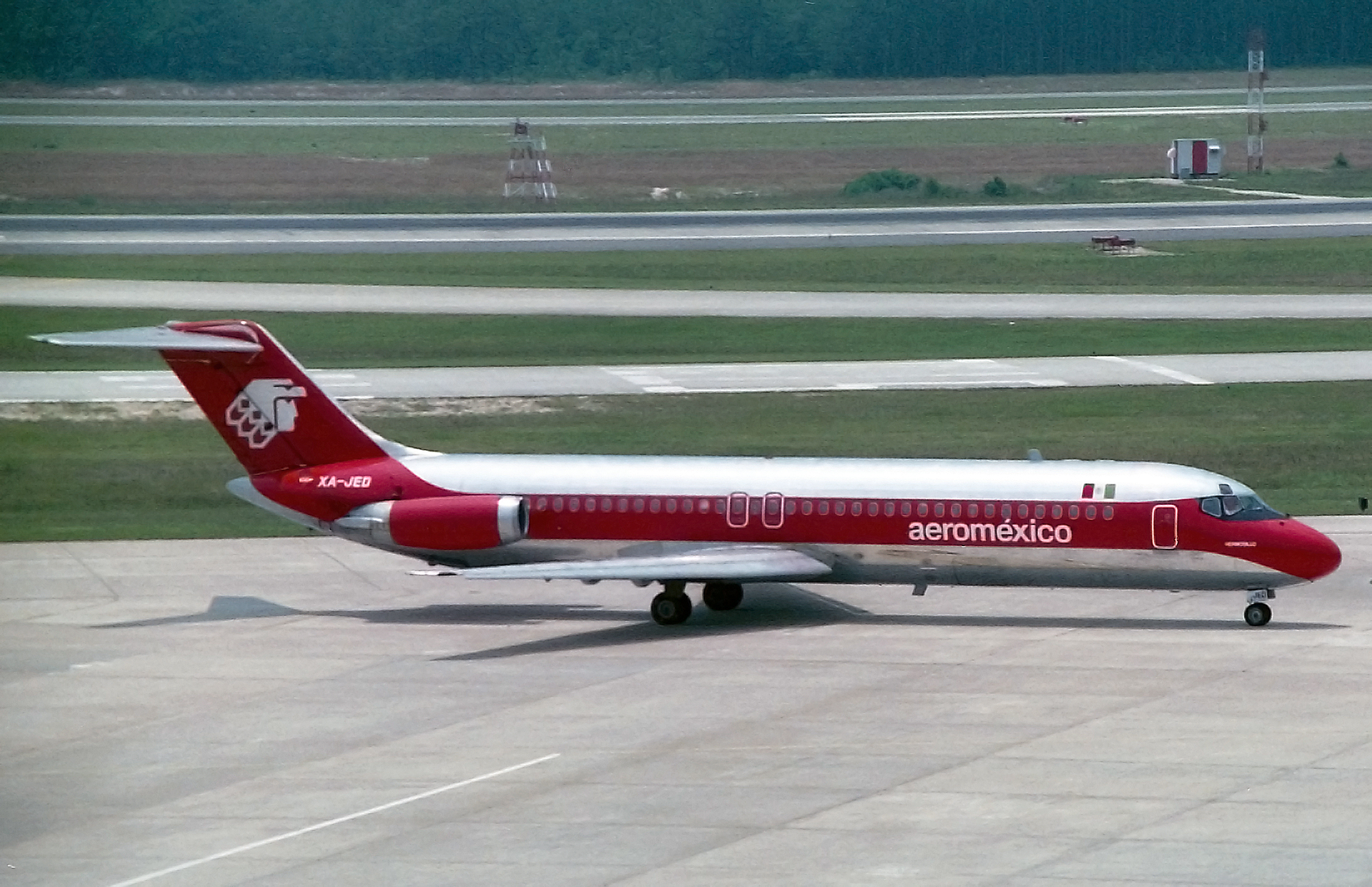
Douglas DC-9-32 en el Aeropuerto Intercontinental George Bush en 1982

Accidente del Vuelo 498 en 1986

El 30 de junio de 1981 Aeroméxico recibe su primer DC-10-15 "Anahuac" con la matrícula N10038, el segundo llegaría ese mismo año el 12 de noviembre con el nombre "Independencia" y la matrícula N1003N. En diciembre de 1983 llegaría otro DC-10-30 (N3878P) y en septiembre de 1989 uno más con la matrícula XA-AMR.
En 1982, la crisis económica elevó la deuda en dólares del sector aeronáutico y dificultó las operaciones en esa moneda. Los pasajeros internacionales disminuyeron 27% y 7% los nacionales.
El 31 de agosto de 1986, la compañía sufrió su único accidente fatal fuera de México cuando el vuelo 498 de Aeroméxico, un Douglas DC-9, que se acercaba al Aeropuerto Internacional de Los Ángeles fue impactado por una avioneta. Luego, ambos aviones cayeron a tierra en el suburbio de Cerritos, California, en Los Ángeles. Los 64 pasajeros y la tripulación a bordo del DC-9-32 murieron, al igual que las tres personas que viajaban en la avioneta y 15 personas en tierra.  
Después de tres años y un largo juicio, se determinó que la tripulación del avión y la aerolínea no eran culpables. Esto se debió a que el piloto del Piper se había desviado hacia una zona de control de tráfico aéreo reservada a vuelos comerciales. Ese mismo año, la aerolínea adquirió la aerolínea chárter GATSA y la utilizó para operaciones chárter hasta diciembre. En el verano de 1987 el vuelo Bogotá-Ciudad de México se extiendio hasta Tijuana (AM480) con los DC-8-62. 
El 15 de abril de 1988 estalló una huelga en Aeroméxico que derivó en la quiebra de la empresa y la suspensión de las operaciones, la empresa estatal fue declarada en quiebra y paralizada por tres meses por falta de organización, una flota con un promedio de 20 años sin un plan de renovación y una administración depredatoria por parte del Gobierno mexicano. En agosto estaba en marcha un programa de privatización, lo cual implicó retirar los ocho Douglas DC-8 junto con los diez aviones DC-9-15 restantes. Luego de una huelga y quiebra entre abril y mayo de 1988, el 1 de octubre de 1988 nació Aerovías de México, S.A. de C.V., conservando solo el nombre comercial de Aeroméxico y el emblema del Caballero Águila. La aerolínea arrancó su operación con 25 aviones y una planta laboral de alrededor de 3,500 empleados. Las prioridades de la empresa fueron consolidar el negocio y lograr estándares de puntualidad, confiabilidad, cuidado en el manejo de equipaje y servicio, para conquistar la preferencia del público. se inició un proceso de privatización que incluyó una nueva razón social (Aerovías de México SA de CV). La aerolínea reinició operaciones con algunos de los activos de su predecesora, incluido el edificio de la sede, el hangar de mantenimiento, algunas aeronaves y algunos ex empleados de Aeronaves de México.

### Década de 1990

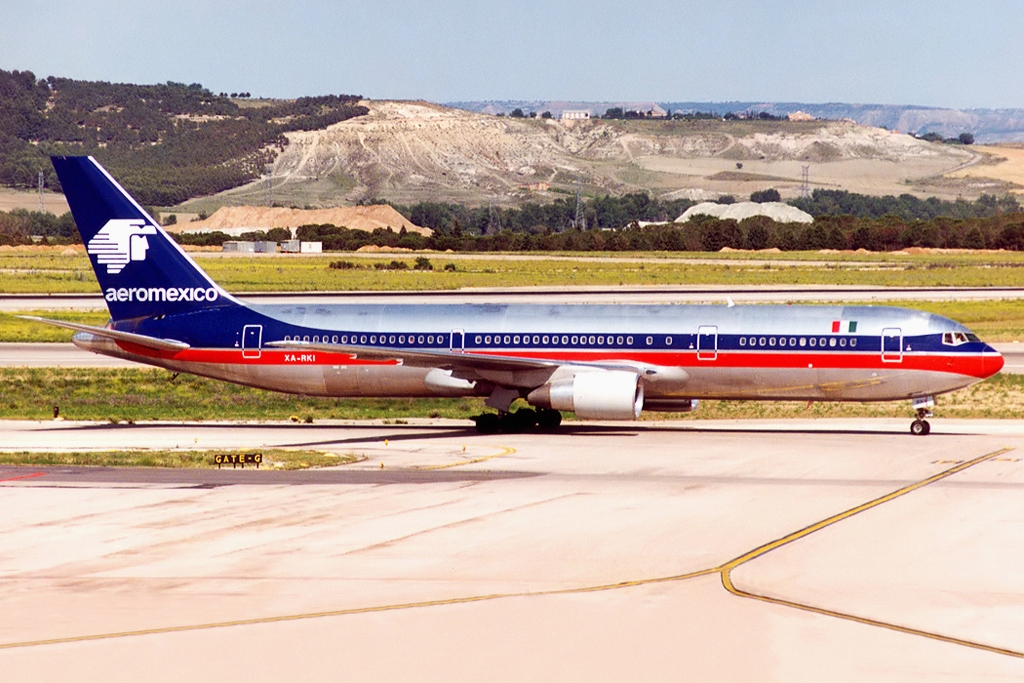
Boeing 767-300ER en el Aeropuerto Adolfo Suárez Madrid-Barajas en 1993

Los primeros años de la década de 1990 fueron tiempos turbulentos, con el aumento de los costos de los combustibles debido a la guerra del Golfo, y una guerra de tarifas internas provocada por aerolíneas emergentes como TAESA, Servicios Aéreos Rutas Oriente, Aviacsa, entre otras, así como constantes problemas laborales. En abril de 1991, los dos primeros 767-200ER se introdujeron en la flota y comenzaron a reemplazar a los DC-10 en servicios a Europa, Nueva York y Tijuana; otros dos 767-300ER se unieron a la flota ese mismo año. Todo esto fue parte de un programa de renovación y expansión para introducir 24 vuelos directos a Madrid y París desde Ciudad de México con Boeing 767, así como servicios a Fráncfort vía París y Roma vía Madrid.
En 1992, Grupo Aeroméxico estuvo entre otros inversionistas que no lograron consumar la adquisición de Continental Airlines. Después de no poder invertir en Continental, Aeroméxico adquirió la quebrada AeroPerú del gobierno peruano.
En 1993, el Grupo Aeroméxico adquirió Mexicana, la segunda aerolínea más grande del mercado mexicano bajo la misma dirección. En junio de 1993 hubo un gran conflicto con el sindicato de pilotos por la transferencia de vuelos a la filial regional Aeromonterrey, que contaba con pilotos no sindicalizados. Entre 1994 y 1995, los seis aviones DC-10 de la flota fueron finalmente retirados. Su último vuelo comercial fue en 1995.
En diciembre de 1994, tres semanas después de que Carlos Salinas de Gortari dejara el cargo, comenzó la primera de varias devaluaciones en los siguientes 18 meses, dando paso a la crisis del peso mexicano. Como consecuencia, Aeroméxico tuvo que recortar capacidad y se cancelaron vuelos a Frankfurt y Roma, cuatro McDonnell Douglas MD-80 y cuatro Boeing 767 fueron devueltos a sus arrendadores, se estaba realizando el retiro anticipado de pilotos y otro personal, y se venció un nuevo Boeing 767. para entrega en abril de 1995 fue transferido a otra compañía aérea. Los vuelos a Madrid y París fueron operados únicamente por dos aviones Boeing 767-300ER.
A mediados de 1995, después de un fraude de 75 millones de dólares por el director general Gerardo de Prevoisin Legorreta, Aeroméxico se hizo parte de la Corporación Internacional de Transporte Aéreo (CINTRA) junto a Mexicana de Aviación.
En 1996 se creó Cintra para evitar la quiebra de las dos principales compañías. Algunos Boeing 757 del programa de renovación original de Aeroméxico fueron transferidos a Mexicana y Aeroperú. El mercado y la aerolínea se recuperaron entre 1996 y 1998; Se alquilaron ocho McDonnell Douglas MD80 junto con dos Boeing 767-200ER.
La venta del Grupo Cintra estaba prevista tras varios retrasos en septiembre de 1999, y con las inminentes elecciones presidenciales del año 2000 todo se retrasó una vez más. El partido gobernante perdió las elecciones después de 70 años en el poder y todas las políticas cambiaron. 
En 1996 empezó un código compartido con Delta Air Lines y Air France, y en 2000 se convirtió en miembro fundador de SkyTeam.

### Nuevo milenio

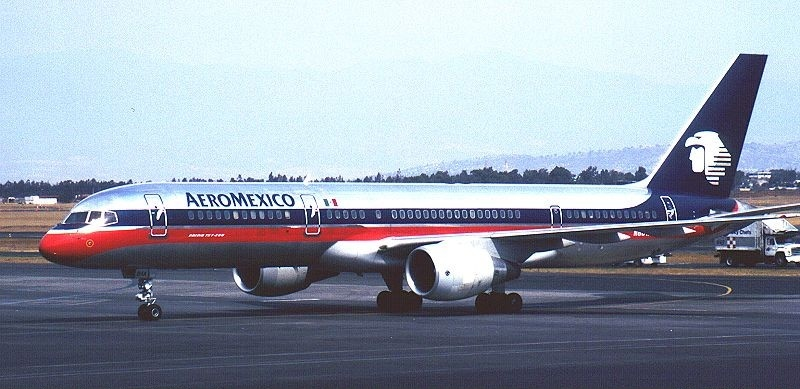
Boeing 757-2Q8 en el Aeropuerto Internacional de la Ciudad de México en el 2000

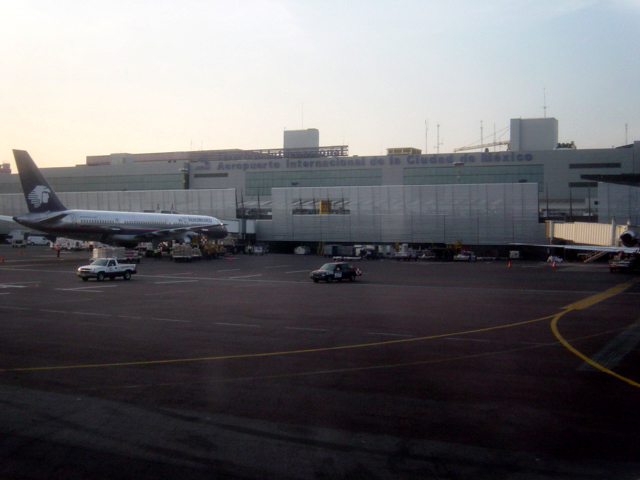
Boeing 757-200 en el Aeropuerto Internacional de la Ciudad de México.

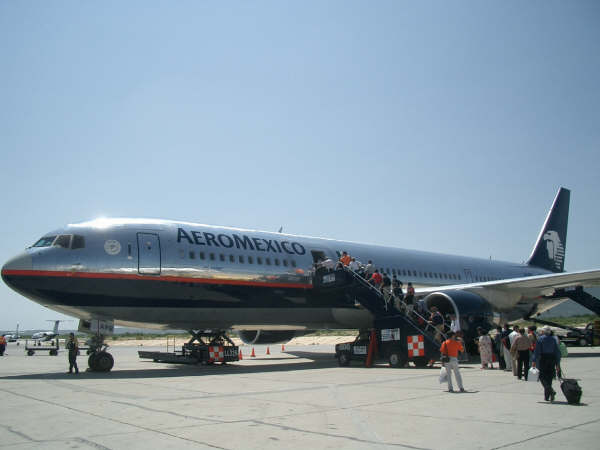
Boeing 767-300ER en el Aeropuerto de Los Cabos.

Debido a la recesión del año 2000, el nuevo gobierno dejó todo en suspenso, esperando mejores condiciones económicas para iniciar la liquidación de acciones, y justo cuando todo estaba a punto de comenzar, se produjeron los atentados del 11 de septiembre de 2001 y nada se materializó desde los dos principales. Las aerolíneas Mexicana y Aeroméxico estaban perdiendo grandes cantidades de dinero.
En 2003 se inició la renovación de la flota con la adquisición de aviones Boeing 737-700 equipados con winglets, el primero (XA-AAM) llegó el mes de octubre de 2003 e inicia sus vuelos el 1 de noviembre en la ruta Ciudad de México - Cancún (AM579).
En 2006, Aeroméxico continuando con la renovación de la flota y para poder cubrir rutas a mayores distancias, compró aeronaves Boeing 777-200ER. Una de estas es la ruta que inició el 16 de noviembre de 2006: México-Tijuana-Tokio, siendo la primera línea aérea mexicana en volar al continente asiático después de la desaparecida TAESA, que operó vuelos a este continente en 1995.
Aeroméxico pasó por un proceso de desincorporación paraestatal. El gobierno mexicano (su anterior dueño) puso en venta el 90% de las acciones del Consorcio Aeroméxico. Después del largo proceso en el que compitieron: Grupo Saba, Grupo Posadas (Mexicana de Aviación) y un grupo de empresarios lidereados Grupo Financiero Banamex, Aeroméxico fue transferida a la iniciativa privada el 17 de octubre de 2007, quedando como nuevo dueño un grupo de varios empresarios mexicanos liderados por Grupo Financiero Banamex, el cual pagó $249.1 millones de dólares. Grupo Financiero Banamex es una subsidiaria de grupo Citigroup.
Entre 2000 y 2005, Aeroméxico tuvo una flota promedio de 60 aviones en operación principal, más 20 en Aerolitoral, así como cinco directores generales durante este tiempo. El 22 de junio de 2000, la aerolínea, junto con Air France, Delta y Korean Air, fundaron la alianza global de aerolíneas SkyTeam. Después del 11 de septiembre y la guerra de Irak, siguió un programa de renovación de la flota. En 2003, la aerolínea adquirió su primer Boeing 737-700 en lugar del Boeing 717 como reemplazo de su viejo avión DC-9. El 29 de marzo de 2006, el director general de Aeroméxico, Andrés Conesa, anunció la inauguración de vuelos directos entre Japón y la Ciudad de México vía Tijuana. Esto fue luego de la compra de dos Boeing 777-200ER, convirtiendo a Aeroméxico en la tercera aerolínea de América Latina en volar regularmente a Asia, después de Varig y la extinta VASP. Desde la desaparición de Varig, Aeroméxico es actualmente la única aerolínea con este servicio. Aeroméxico reanudó su ruta Ciudad de México-Tijuana-Shanghái dos veces por semana a partir del 30 de marzo de 2010. La suspensión de este vuelo se debió a la Pandemia de gripe A (H1N1) de 2009-2010.
El 29 de junio de 2006, la International Lease Finance Corporation (ILFC) y Aeroméxico anunciaron que la aerolínea operaría tres Boeing 787 Dreamliner. Las entregas de Aeroméxico estaban programadas para comenzar a principios de 2012. Desde 2006, Consorcio Aeroméxico SA de CV, la empresa matriz de Aeroméxico en ese momento, enfrentaba grandes deudas y no tenía ganancias para pagarlas, por lo que ofreció Aeroméxico en venta en 2007. En a principios de octubre se llevó a cabo una subasta de una semana en la que Grupo Financiero Banamex, una unidad de Citigroup, compitió contra la familia Saba. El 17 de octubre de 2007, Banamex ofreció la oferta más alta y compró la aerolínea por US$249,1 millones. En octubre de 2010, el mayor competidor de Aeroméxico, Mexicana de Aviación, se declaró en quiebra y fue puesta en administración.

### Década de 2010

#### Alianza Delta/Aeroméxico

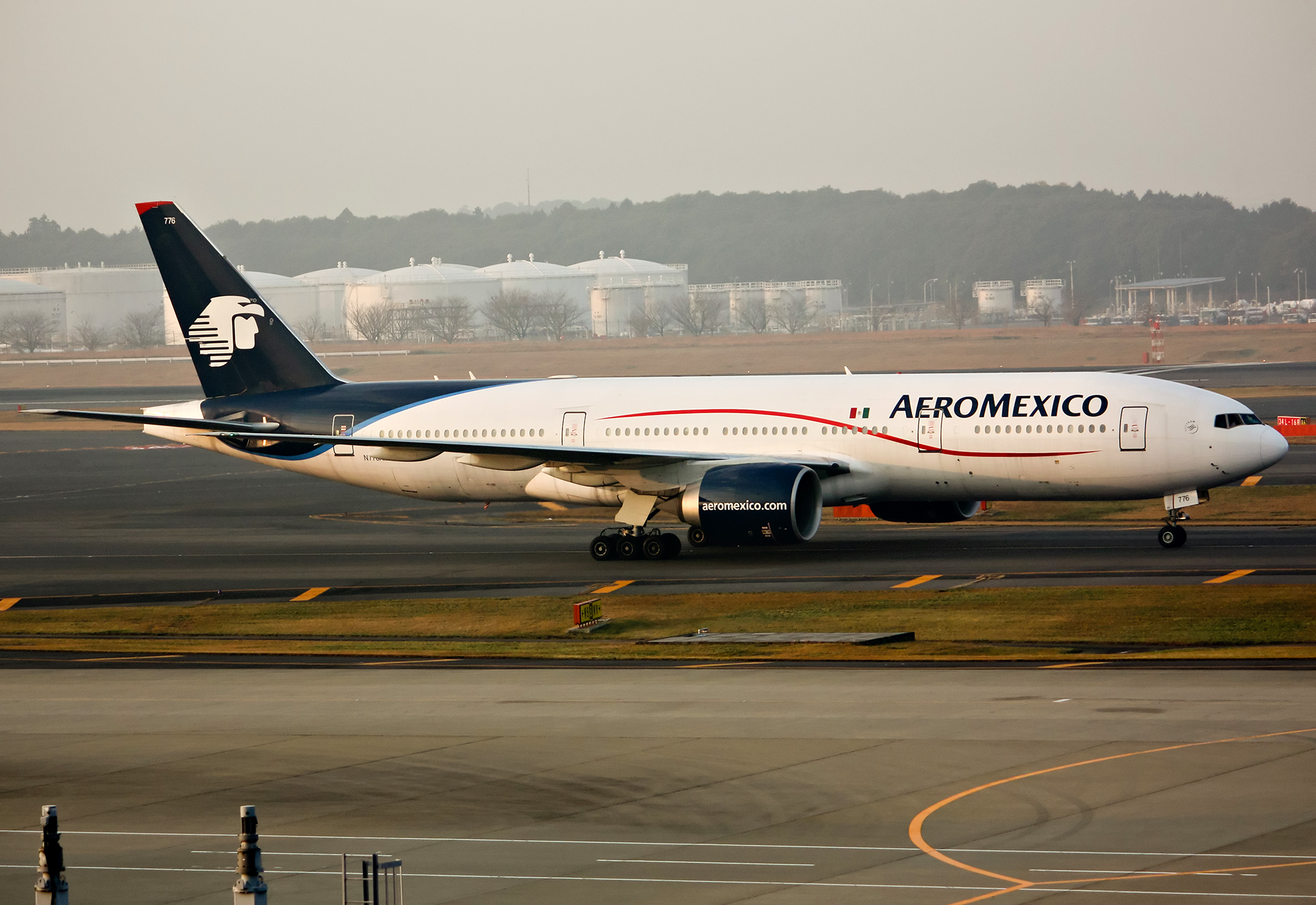
Con matrícula N776AM

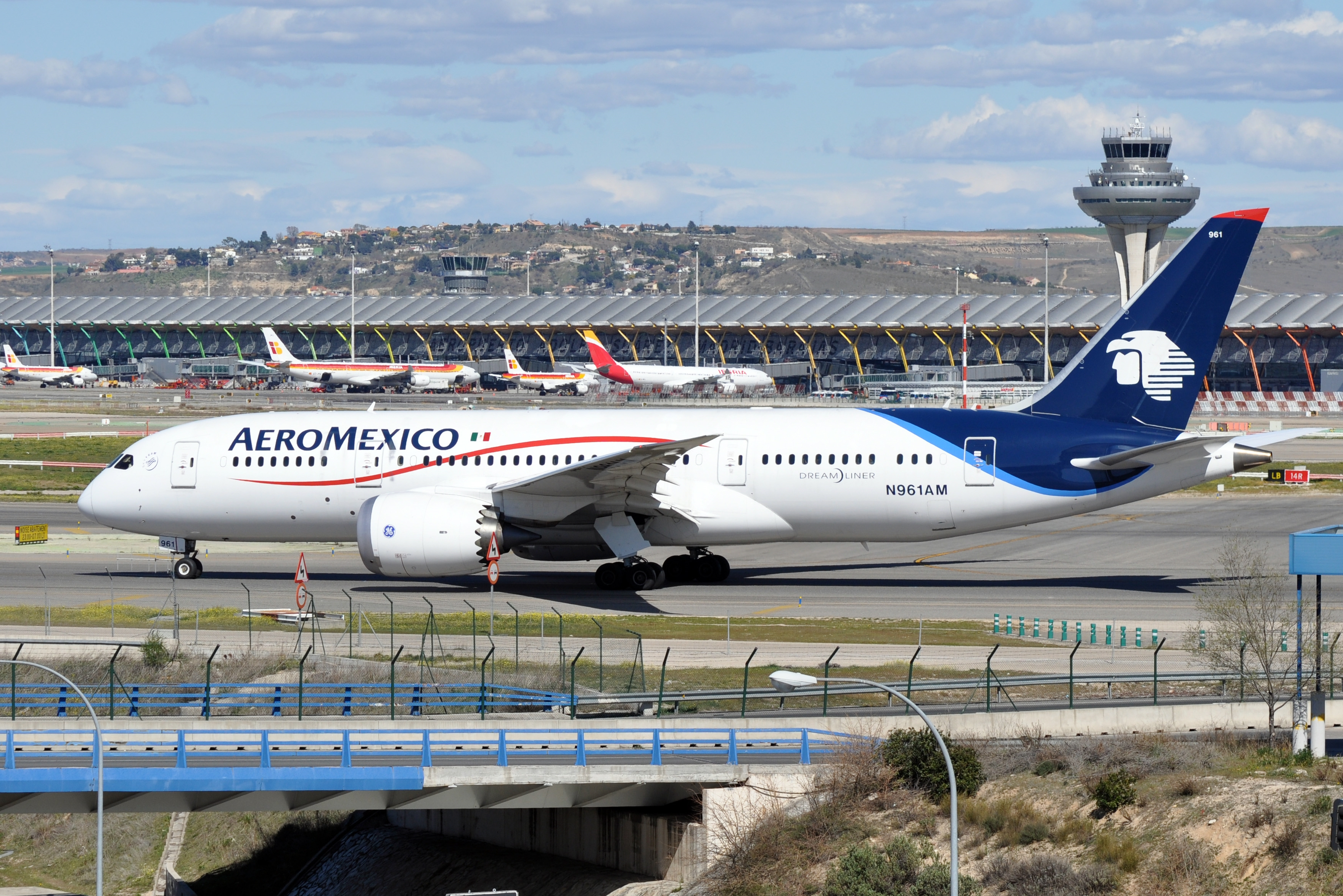
Con matrícula N961AM

En 2011, Delta Air Lines y Aeroméxico firmaron una alianza comercial mejorada, basada en un acuerdo original de 1994. El acuerdo de 2011 preveía el código compartido en todos los vuelos México-Estados Unidos de las aerolíneas; Delta invierte US$65 millones en acciones de Aeroméxico; y Delta ganando un asiento en la junta directiva de Aeroméxico.
El 1 de agosto de 2011, 11 días después de que Interjet realizara el primer vuelo con biomasa lignocelulósica en una ruta nacional en América (y cuarto a nivel mundial), Aeroméxico realizó el primer vuelo transcontinental de ese tipo, con la ruta Ciudad de México-Madrid.
El 4 de junio de 2012, la aerolínea estadounidense Delta Air Lines adquiere el 4.17% del capital accionario de Aeroméxico, por un precio de 65 millones de dólares. Esta operación financiera forma parte del acuerdo global suscrito en el 2011 entre ambas compañías, lo que permite crear una alianza única en América Latina.
Actualmente, ambas aerolíneas, manejan 93 destinos en código compartido, que representa un total de 733 vuelos diarios en 8 países. Además trabajan en más y mejores horarios de vuelos en función de las necesidades de viaje de los clientes en destinos como Nueva York, Los Ángeles, Houston, Chicago y Miami.
El 25 de julio de 2012, Andrés Conesa, entonces director general de la empresa, anunció la compra de 10 equipos de cabina ancha Boeing 787-9 Dreamliner, con lo que esta empresa se convirtió en la primera aerolínea mexicana en contar con equipos de esta última línea. A principios de julio del 2012 se reportó que la compañía se encontraba analizando los modelos de Airbus A320 y A350, pero finalmente se decidió por las aeronaves del constructor de Seattle. El nuevo pedido se adiciona al paquete de 20 aviones que la empresa había anunciado en 2011 y a otros nueve Boeing 787-8 Dreamliner ya previstos. La entrega de los Dreamliner empezará en el verano de 2013. El monto de la inversión es de 11 000 millones de dólares ya que incluye la adquisición de 90 aviones Boeing 737-8 MAX y Boeing 737-9 MAX, los cuales serán entregados a partir del 2018.
En 2013 lanzó el producto Aeroméxico Contigo con aviones 737-800 pintados con dicho nombre, sin Clase Premier (primera clase) para servir mercados principalmente entre California y Chicago, y Guadalajara.

#### Dreamliners

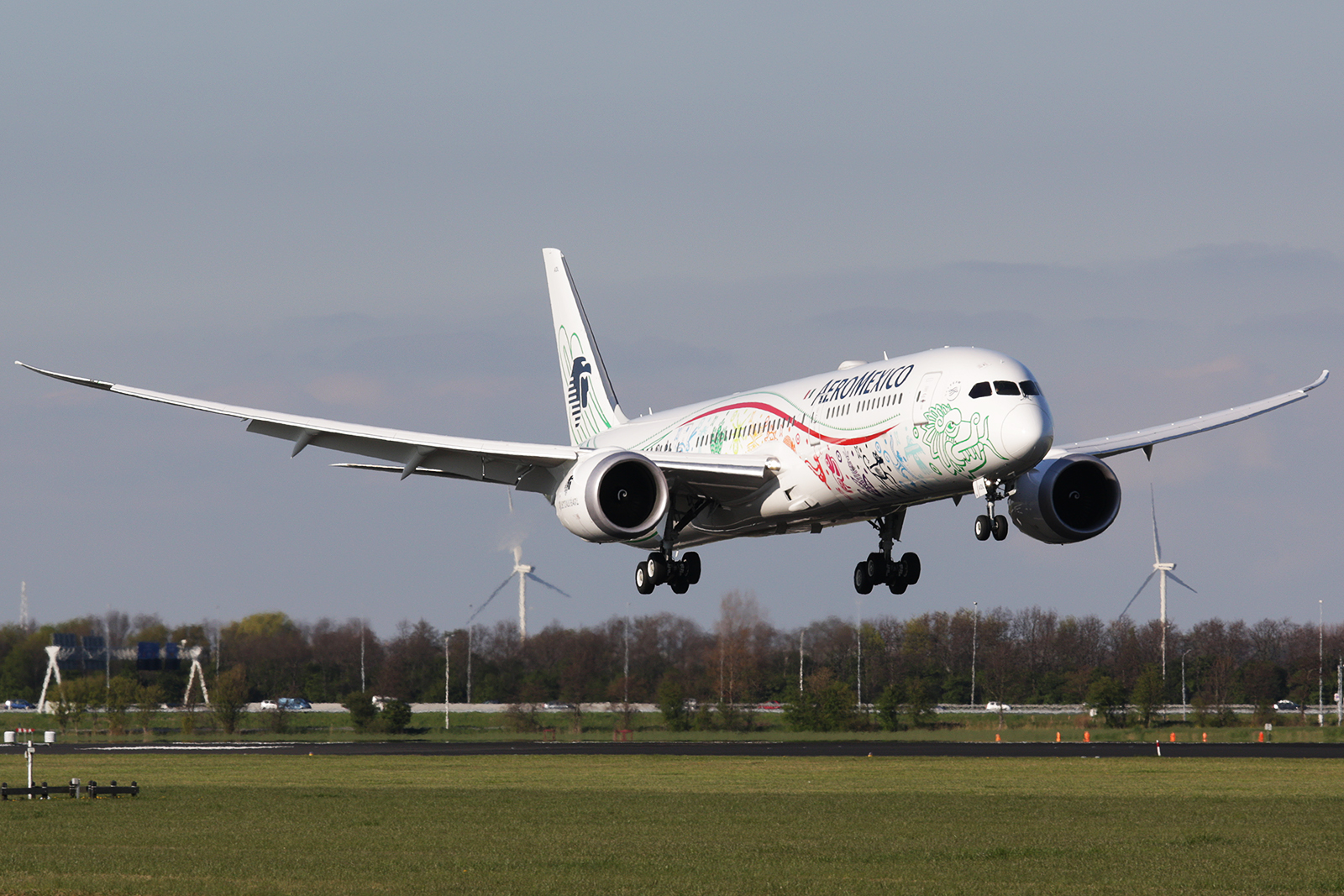
B787-9 con matrícula XA-ADL aterrizando en el aeropuerto Schiphol Ámsterdam

El 25 de julio de 2012, el director general de Aeroméxico, Andrés Conesa, anunció la compra de seis Boeing 787 Dreamliner. El nuevo pedido se sumaba al paquete de 20 aviones que la compañía había anunciado en 2011 y nueve Boeing 787-8 Dreamliner ya entregados. La entrega de los Dreamliner comenzó en el verano de 2013. La inversión total es de 11 000 millones de USD e incluye la adquisición de 90 Boeing 737 MAX 8 que comenzaron a entregarse a partir de 2018. 
La aerolínea recibió su primer Boeing 787-8 Dreamliner (procedente del libro de pedidos de ILFC) a principios de agosto de 2013 y lanzó oficialmente el servicio comercial el 1 de octubre de 2013. Entre 2013 y 2015, se entregaron los ocho restantes (siete arrendados y dos propios). por Aeroméxico directamente).
En septiembre de 2016, Aeroméxico recibió su primer Boeing 787-9 Dreamliner. Este marco en particular, registrado XA-ADL, lleva el nombre y está pintado en una conmemoración única de Quetzalcóatl, una figura importante en la cultura azteca del México prehispánico, como resultado de una competencia de "Diseño en el aire" organizada por la aerolínea que invita a los estudiantes en universidades selectas de México para presentar un diseño potencial para pintar en el fuselaje.

#### Tarifas de marca
En febrero de 2018, Aeroméxico introdujo una nueva estructura de tarifas de marca que incluía una nueva tarifa básica que no incluía una franquicia de equipaje documentado ni permitía asignaciones de asientos, mejoras o cambios.

### 2020

#### Bancarrota
La pandemia del COVID-19 afectó profundamente a la industria aeronáutica mundial, incluyendo a Aeroméxico. Las acciones de Aeroméxico cayeron durante la primera mitad de 2020 y aparecieron rumores de quiebra, sin embargo, el 19 de junio, la empresa desmintió estos rumores. El 30 de junio, Aeroméxico se acogió voluntariamente al Capítulo 11 de la Ley de Quiebras de los Estados Unidos. Sin embargo, las operaciones diarias continuarán a medida que la empresa comience una revisión financiera. Los pasajeros aún deberían poder volar con sus boletos existentes, y los empleados seguirán cobrando como de costumbre, según la gerencia.
El 1 de julio de 2021, el accionista Delta Air Lines anunció que compraría $185 millones de la deuda del Capítulo 11 de la aerolínea mexicana.

#### Recuperación y expansión
Tras su periodo de bancarrota y de la Pandemia de COVID-19 en México, Aeroméxico inició una expansión hacia Asia, Europa y Estados Unidos, incrementando las frecuencias a destinos clave como Madrid y París, además de que desde varios aeropuertos como Monterrey, Guadalajara y en la Ciudad de México inaugurarían nuevos vuelos hacia Estados Unidos, también se reanudaron varias rutas como la México-Monterrey-Seúl, además de abrir nuevas rutas como la de Monterrey-Tokio y la México-Cartagena.
En septiembre de 2024, Aeroméxico anunció su nueva identidad por sus 90 años de existencia, esto en un Embraer-190 de su filial Aeroméxico Connect, el cual fue el primero en ser pintado y, de manera gradual, se irá incorporando en los más de 150 aviones de la flota actual de la aerolínea.

## Asuntos corporativos

### Sede

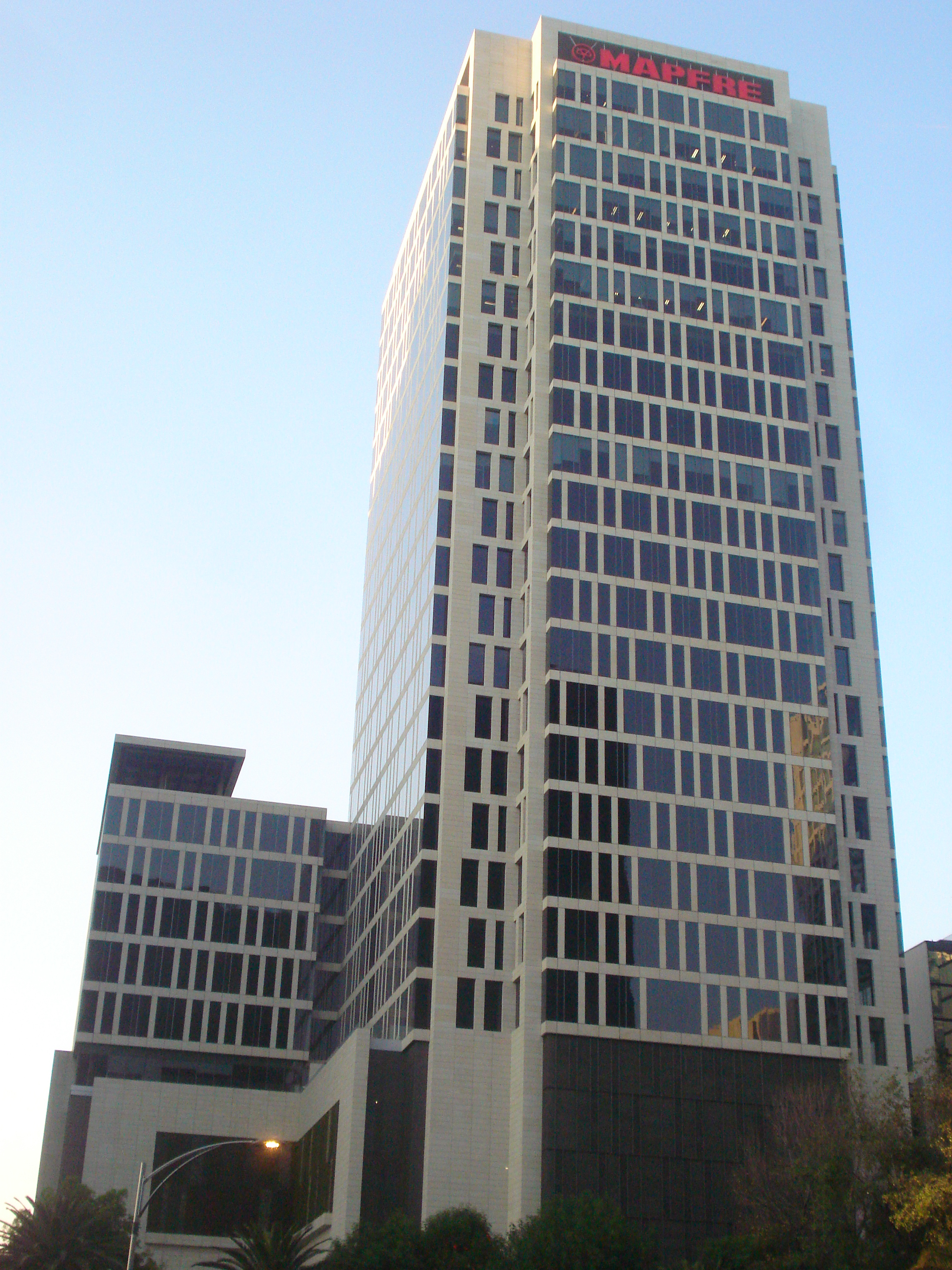
Torre Mapfre, actual sede de la aerolínea

Su sede se encuentra en la Torre Mapfre, esto en la Colonia Cuauhtémoc, Delegación Cuauhtémoc, Ciudad de México.

### Subsidiarias

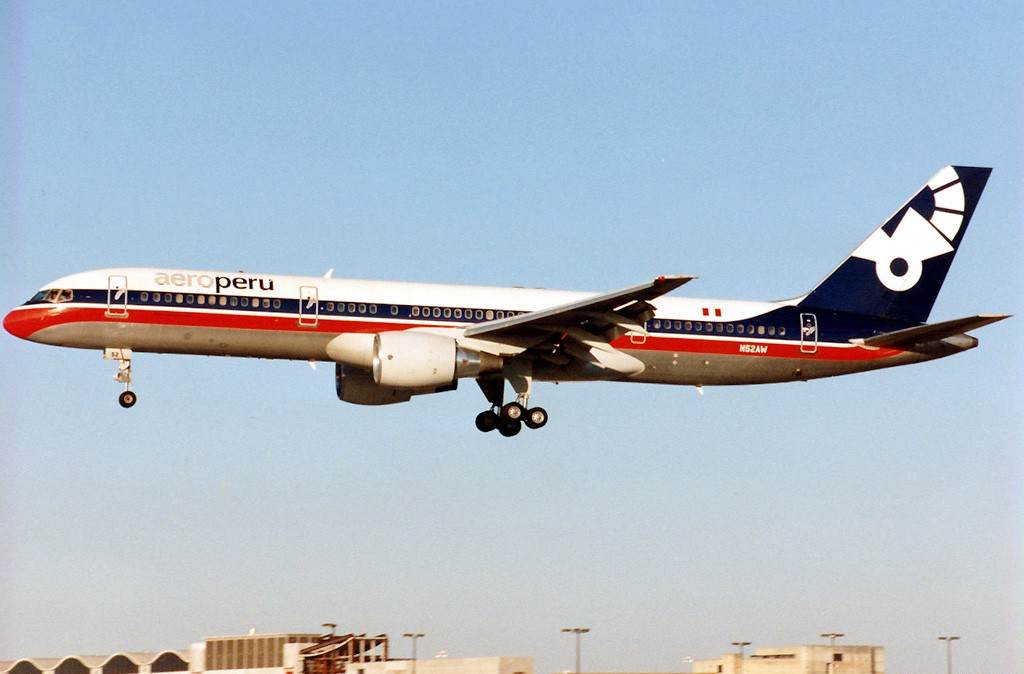
Boeing 757-200 de AeroPerú

Aeroméxico Connect, anteriormente Aerolitoral, una aerolínea regional con base en el Aeropuerto Internacional de Monterrey.

#### Antiguas subsidiarias
- Aeroméxico Express era una aerolínea de cercanías con base en el Aeropuerto Internacional de Monterrey. Fue una sociedad entre Aeroméxico y Aeromar. Dejó de existir en junio de 2016 cuando los dos ATR 72-600 arrendados con tripulación que utilizaba para operar sus rutas fueron devueltos a Aeromar.[38]
- Aeroméxico Contigo, la marca de Aeroméxico para vuelos selectos entre Estados Unidos y México.[39][40]
- Aerovias Guest
- AeroPerú, aerolínea de bandera nacional del Perú con sede en el Aeropuerto Internacional de Lima.
- Mexicana de Aviación, de 1993 a 1995.
- Aeromexpress, un manipulador de carga con base en el Aeropuerto Internacional de la Ciudad de México en la Ciudad de México.
- Aeroméxico Travel, aerolínea chárter con base en el Aeropuerto Internacional de Cancún.

### Imagen Corporativa
- 1960s–1970s – La aerolínea más grande de México.
- 1990s – La línea aérea más puntual del mundo.[41]
- 1997-1999 - Con lo mejor del mundo... y del cielo.
- Antes de 2009 – Vamos por el mundo.[42]
- 2010–2012 – A donde te lleven tus sueños.
- 2012–2013 – Nunca nos detenemos.
- 2013–2023 – La línea que nos une.[43]
- 2023–presente – Estar cerca, llegar lejos.[44]

### Innovación digital

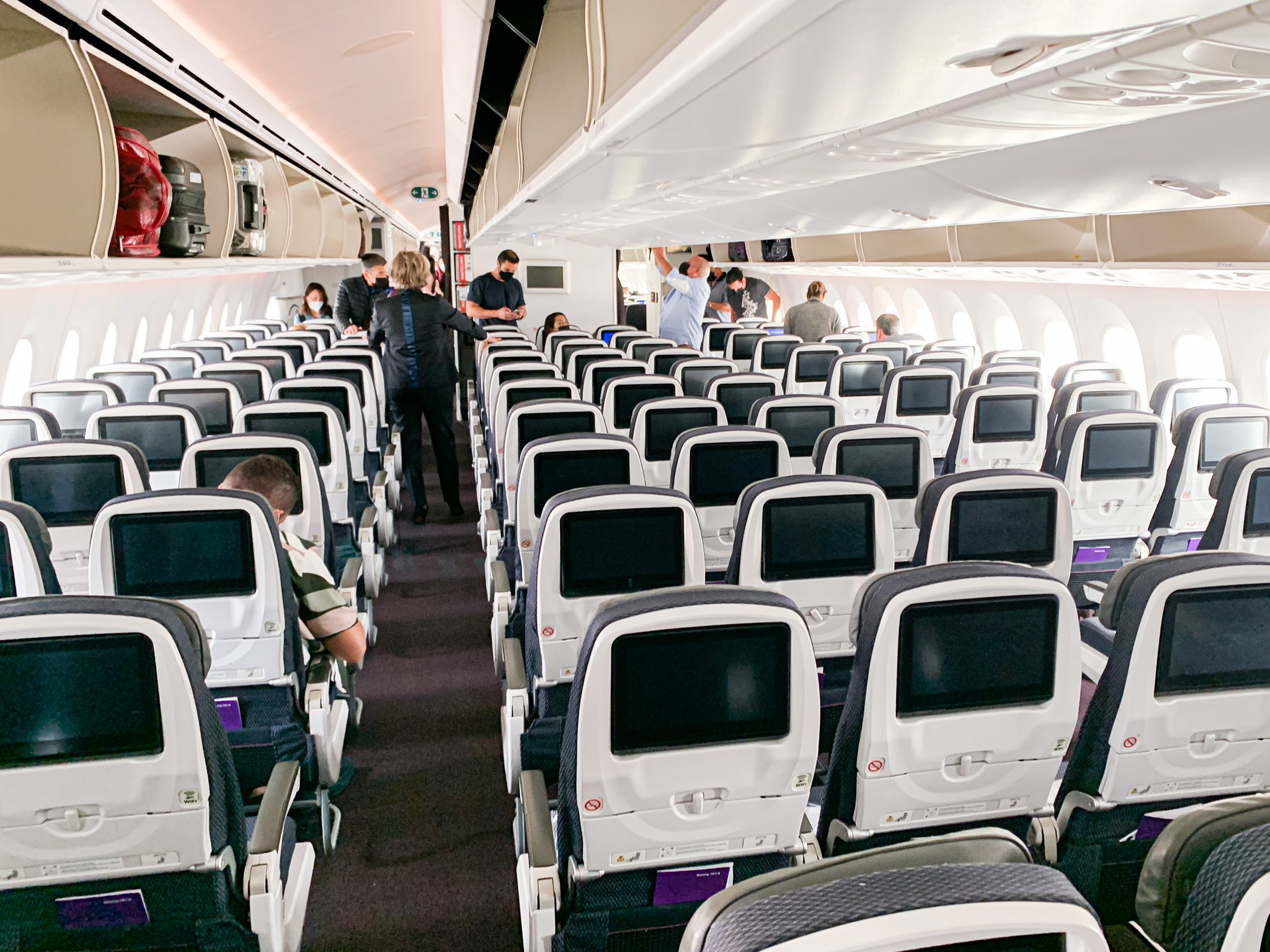
Una cabina de clase económica Boeing 787-9 de Aeroméxico

En 2016: Aeroméxico agregó Servicio de WiFi 2Ku de Gogo a unos aviones 737-800, incluso acceso a Netflix. En sus Dreamliners 787-8 y 787-9 agregó Internet de banda ancha de Panasonic y en los aviones "narrowbody" Embraer empezó a ofrecer entretenimiento Gogo Vision de Gogo.
En julio del 2016: la aerolínea lanzó un sitio internet totalmente nuevo, quioscos de check-in (documentación) en aeropuertos incluso en el de la Cd. de México. En ese mismo año, la aerolínea fue una de las empresas fundadores del lanzamiento de la incubadora de "startups" MassChallenge en México.

### Plataforma de chat
En septiembre de 2016, Aeroméxico fue la primera aerolínea en América para lanzar un chatbot, que permite buscar, comprar, rastrear vuelos interactuando con un asistente virtual en Facebook Messenger. Durante la conferencia mundial de Facebook, Facebook F8 en abril de 2017, se reconoció a Aeroméxico como una de las primeras empresas en el mundo de lanzar "Chat Extensions", que permite a usuarios a involucrar Aeroméxico en un "chat" de grupo en Messenger. También la aerolínea lanzó la posibilidad de poner cualquier pregunta, usando técnicas de inteligencia artificial y procesamiento de lenguaje natural para proveer respuestas. En agosto del 2017 la compañía lanzó una nueva aplicación móvil en conjunto con la agencia Mediamonks. En septiembre de 2017 WhatsApp anunció una solución "Enterprise" permitiendo las empresas grandes dar atención a clientes en escala grande. Aeroméxico anunció que está participando en las pruebas de dicha plataforma.

## Destinos

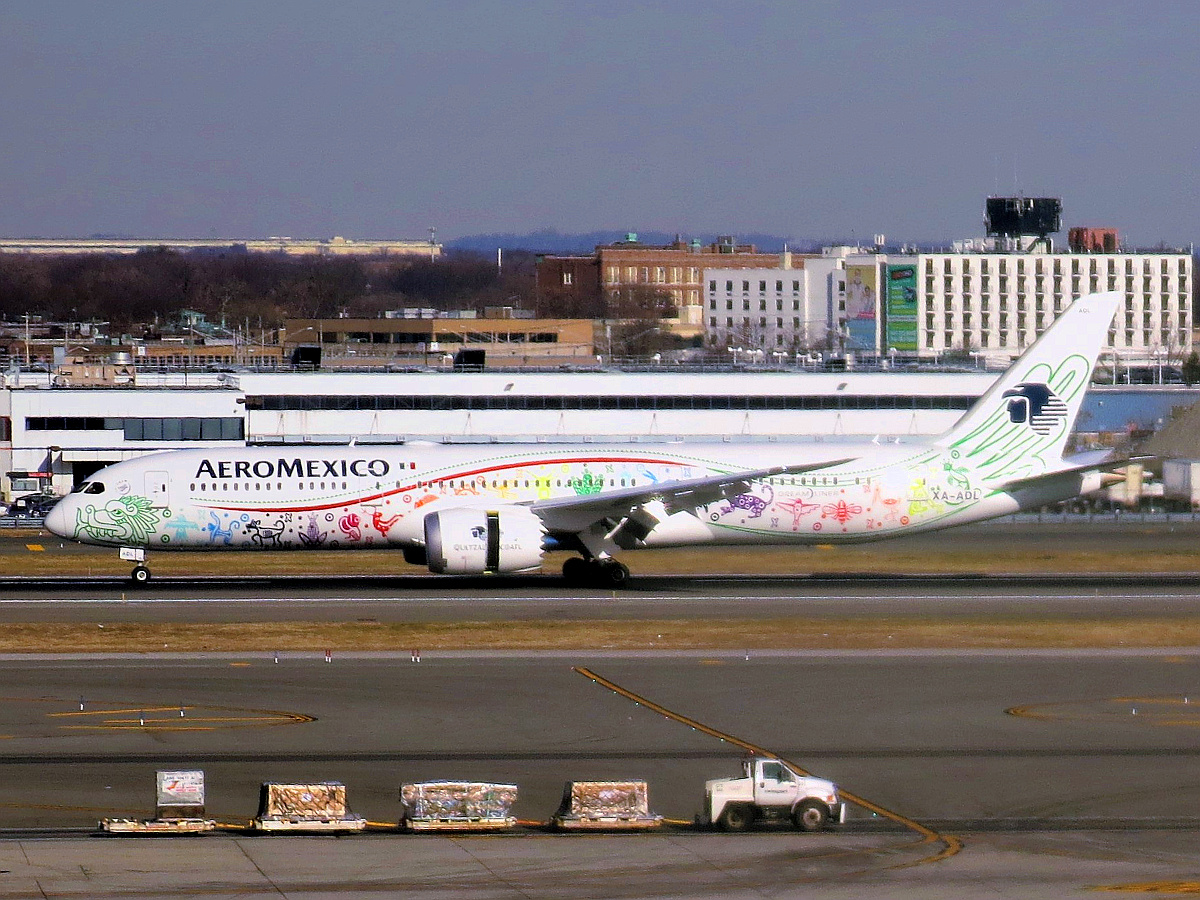
Un Boeing 787-9 en el Aeropuerto Internacional John F. Kennedy, con la pintura de Quetzalcóatl

Aeroméxico y Aeroméxico Connect vuelan a 43 destinos en México, 20 en Estados Unidos de América, 18 en el resto de Latinoamérica, 5 en Europa, 3 en Canadá y 2 en Asia.
| Destinos Dreamliner | Destinos Dreamliner                             | Destinos Dreamliner | Destinos Dreamliner | Destinos Dreamliner |
| Ciudad              | Aeropuerto                                      | Aeronave            | Observaciones       | Vuelo               |
| ------------------- | ----------------------------------------------- | ------------------- | ------------------- | ------------------- |
| Ámsterdam           | Aeropuerto de Ámsterdam-Schiphol                | 787-8               | AM25                | MEX-AMS             |
| Buenos Aires        | Aeropuerto Internacional Ministro Pistarini     | 787-8               | AM28 y AM30         | MEX-EZE             |
| Cancún              | Aeropuerto Internacional de Cancún              | 787-9               | -                   | MEX-CUN             |
| Guadalajara         | Aeropuerto Internacional de Guadalajara         | 787-9               | AM36                | GDL-MAD             |
| Londres             | Aeropuerto de Londres-Heathrow                  | 787-8               | AM7                 | MEX-LHR             |
| Los Ángeles         | Aeropuerto Internacional de Los Ángeles         | 787-8               | AM644               | MEX-LAX             |
| Madrid              | Aeropuerto Adolfo Suárez Madrid-Barajas         | 787-9               | AM1, AM21 y AM27    | MEX-MAD             |
| Monterrey           | Aeropuerto Internacional de Monterrey           | 787-9               | AM34                | MTY-MAD             |
| Nueva York          | Aeropuerto Internacional John F. Kennedy        | 787-8               | AM408               | MEX-JFK             |
| París               | Aeropuerto de París-Charles de Gaulle           | 787-9               | AM3 y AM5           | MEX-CDG             |
| Roma                | Aeropuerto de Roma-Fiumicino                    | 787-8               | AM70                | MEX-FCO             |
| Santiago de Chile   | Aeropuerto Internacional Arturo Merino Benítez  | 787-8               | AM10                | MEX-SCL             |
| São Paulo           | Aeropuerto Internacional de São Paulo-Guarulhos | 787-9               | AM14 y AM16         | MEX-GRU             |
| Seúl                | Aeropuerto Internacional de Incheon             | 787-8               | AM90                | MEX-ICN             |
| Tijuana             | Aeropuerto Internacional de Tijuana             | 787-8               | -                   | MEX-TIJ             |
| Tokio               | Aeropuerto Internacional de Narita              | 787-8               | AM58                | MEX-NRT             |

## Alianzas
Aeroméxico tiene una alianza estratégica transfronteriza con Delta Air Lines, que es dueño de una minoría significativa de las acciones de Aeroméxico y se tiene como meta alcanzar el 49%. Se comparten ganancias, costos y conocimiento en el mercado transfronterizo Estados Unidos–República Mexicana.
Aeroméxico fue cofundador de la alianza SkyTeam que en 2021 consiste en 19 aerolíneas en el mundo.
Aeroméxico tiene vuelos de código compartido con las siguientes aerolíneas:
- Aerolíneas Argentinas
- Air Europa
- Air France
- Avianca
- China Airlines
- China Eastern Airlines
- Copa Airlines
- Delta Air Lines (Socio de empresa en conjunto)
- El Al
- Garuda Indonesia
- Gol Transportes Aéreos
- ITA Airways
- Japan Airlines
- Kenya Airways
- KLM
- Korean Air
- LATAM
- Middle East Airlines
- Saudia
- Scandinavian Airlines
- TAROM
- Vietnam Airlines
- Virgin Atlantic Airways
- WestJet
- Xiamen Air

## Flota

### Flota actual
A agosto de 2025, la edad promedio de la flota de Aeroméxico es de 7 años. Los servicios entre Seúl-Incheon y Ciudad de México son los vuelos comerciales más largos que parten de ese aeropuerto coreano. Actualmente la ruta MEX-ICN se vuela con Boeing 787-8.
El Boeing 787-9 Dreamliner de Aeroméxico cuenta con una nueva configuración en la aeronave a respecto del Boeing 787-8 Dreamliner de Aeroméxico, la diferencia es que el 787-9 tiene 36 asientos premier en configuración 1-2-1, a diferencia del 787-8 que tiene 32 asientos premier y una configuración de 2-2-2. El 787-9 tiene a bordo un espacio premier en el cual se encuentra un bar con bebidas, alimentos y botanas. Cuenta con 27 asientos Am Plus y 211 asientos en clase turista, a diferencia del 787-8 que tiene 27 asientos Am Plus y 184 asientos de clase turista.
| Tipo de avión    | En Servicio | Pedidos | Capacidad de pasajeros | Capacidad de pasajeros | Capacidad de pasajeros | Capacidad de pasajeros | Rutas                                                                                               | Observaciones                                                      |
| Tipo de avión    | En Servicio | Pedidos | C                      | W                      | Y                      | Total                  | Rutas                                                                                               | Observaciones                                                      |
| ---------------- | ----------- | ------- | ---------------------- | ---------------------- | ---------------------- | ---------------------- | --------------------------------------------------------------------------------------------------- | ------------------------------------------------------------------ |
| Boeing 737-800   | 34          | —       | 16                     | 18                     | 126                    | 160                    | Hacia: América del Norte, América del Sur y vuelos nacionales                                       | Equipos Boeing NG con Sky Interior                                 |
| Boeing 737-800   | 34          | —       | —                      | —                      | 186                    | 186                    | Hacia: Cancún y otras de alta densidad                                                              | Equipos arrendados durante el proceso del capítulo 11.             |
| Boeing 737 MAX 8 | 44          | 1       | 16                     | 18                     | 132                    | 166                    | Hacia: América del Sur y vuelos nacionales. Cuentan la mayor tecnología de entretenimiento a bordo. | Incluye aviones adicionales anunciados en marzo y junio de 2022.   |
| Boeing 737 MAX 9 | 28          | 2       | 16                     | 18                     | 147                    | 181                    | Hacia: América del Sur y vuelos nacionales. Cuentan la mayor tecnología de entretenimiento a bordo. | Incluye aviones adicionales anunciados en marzo y junio de 2022.   |
| Boeing 787-8     | 8           | —       | 32                     | 27                     | 184                    | 243                    | Hacia: Asia, Europa, América del Sur, Nueva York, Los Ángeles, Tijuana y Cancún.                    | N782AM fue bautizado por el papa Francisco como "Misionero de Paz" |
| Boeing 787-9     | 14          | 2       | 36                     | 27                     | 211                    | 274                    | Hacia: Asia, Europa, América del Sur, Nueva York, Los Ángeles, Tijuana y Cancún.                    | XA-ADL llamado y pintado con colores de Quetzalcóatl.              |
| Total            | 128         | 5       |                        |                        |                        |                        | |                                                                    |

Nota: El primer Boeing 787-9 "Quetzalcóatl" aterrizó por primera vez en el Aeropuerto Internacional de la Ciudad de México, el 12 de octubre de 2016.

### Flota histórica
| Aeronaves                 | Número | Introducido | Retirado | Matrículas |
| ------------------------- | ------ | ----------- | -------- | --- |
| Boeing 247                | 2      | 1941        | 1947     | XA-BFK y XA-CDA |
| Boeing 727                | 1      | 2013        | Presente | En proceso de restauración para ser usado como pieza de museo en el Aeropuerto Internacional General Mariano Matamoros de Cuernavaca |
| Boeing 737-700            | 35     | 2003        | 2023     | N126AM, N423AM, N784XA, N788XA, N842AM, N850AM, N851AM, N852AM, N853AM, N855AM, N857AM, N904AM, N906AM, N908AM, N997AM, XA-AAM, XA-AGM, XA-CAM, XA-CTG, XA-CYM, XA-DRD, XA-DRI, XA-GMV, XA-GOL, XA-HAM, XA-LUN, XA-MAH, XA-MAY, XA-NAM, XA-PAM, XA-PLE, XA-QAM, XA-VAM, XA-WAM, XA-ZIM |
| Boeing 757                | 11     | 1993        | 2007     | XA-SKQ, N592KA, XA-SIK (rrg. N801AM), XA-SMJ (rrg. N803AM), XA-SJD (rrg. N802AM), XA-SMK (rrg. N804AM), XA-SML (rrg. N805AM), XA-SMM (rrg. N806AM), XA-TQU (rrg. N703AM), N380RM y N1787B                                                                                              |
| Boeing 767                | 16     | 1991        | 2015     | XA-RVZ, XA-TOJ, XA-FRJ, XA-AMX, XA-EAP, XA-RVY, XA-MIR, XA-MAT, XA-RWW, XA-RWX, XA-TJD (rrg. XA-EDE), XA-RKI, XA-RKJ, XA-UTC, XA-OAM y XA-APB |
| Boeing 777                | 4      | 2006        | 2018     | N745AM, N746AM, N774AM y N776AM |
| Bristol Britannia         | 2      | 1957        | 1966     | XA-MED y XA-MEC |
| Convair CV-340            | 4      | 1954        | 1960     | XA-KOU, XA-KIN, XA-KIM y XA-KIL |
| De Havilland Canadá DHC-6 | 4      | 1969        | 1979     | XA-BOM, XA-BOL, XA-BON y XA-BOQ |
| Douglas DC-3/C-47         | 17     | 1946        | 1969     | XA-GUF, XA-GUQ, XA-FUM, XA-JUT, XA-FUA, XA-FUW, XA-FUV, XA-FUJ, XA-HIR, XA-KAD, XA-GUX, XA-GUS, XA-JAG, XA-HIP, XA-GUN, XA-DIN y XA-HEP |
| Douglas DC-4              | 2      | 1955        | 1960     | XA-KOK y XA-LIA |
| Douglas DC-6              | 12     | 1960        | 1972     | XA-NOU, XA-NOY, XA-NOZ, XA-PIO, XA-PIT, XA-JIF, XA-NAJ, XA-NAL, XA-NAI, XA-NAM, XA-NAH y XA-NAK |
| Douglas DC-8              | 15     | 1960        | 1989     | XA-DOE, XA-XAX, XA-NUS, XA-DOD, XA-PEI, XA-PIK, XA-AMP, XA-SIB, XA-SIA, XA-AMT, XA-AMS, XA-SID, XA-AMR, N4865T y N4866T |
| Fairchild F-27            | 1      | 1959        | 1962     | XA-MOT |
| Lockheed Constellation    | 6      | 1955        | 1958     | XA-MAG, XA-MAH, XA-MOA, XA-MEW, XA-MEU y XA-MEV |
| McDonnell Douglas DC-9    | 29     | 1967        | 2005     | EI-BTX, EI-BTY, N861LF, otros |
| McDonnell Douglas DC-10   | 6      | 1974        | 1995     | XA-DUG (rrg. N417DG), XA-DUH (rrg. N8228P), XA-AMR, N3878P (rrg. XA-RIY), N10038 y N1003N |
| McDonnell Douglas MD-82   | 16     | 1981        | 2006     | N1003X, N1003Y (rrg. XA-SFK), N1003Z (rrg. XA-SFL), XA-TRD, N10033, N957AS, XA-SFM (rrg. N505MD), N491SH, N619DB, XA-AMO (rrg. N501AM), XA-AMP, XA-AMQ, N944AM, N811ML, N812ML y XA-MRM                                                                                                |
| McDonnell Douglas MD-83   | 9      | 1992        | 2011     | N838AM, N945AS, N946AS, N583MD, XA-SXJ, XA-SWW, N831LF, N881LF y XA-TLH |
| McDonnell Douglas MD-87   | 16     | 1992        | 2009     | XA-TXC, N204AM, N205AM, XA-TXH, N214AM, N216AM, N753RA, N754RA, XA-TPM, XA-SFO, XA-TWT, N1075T, N803ML, N755RA, N751RA y XA-TWA, |
| McDonnell Douglas MD-88   | 10     | 1989        | 2009     | N158PL, N160PL, N161PL, N162PL, XA-AMS, XA-AMT, XA-AMU, XA-AMV, N168PL y N169PL |

## Cifras
Cifras anuales de Aeroméxico y lugar que ocupa entre las aerolíneas mexicanas
| Cifras anuales                          | 1992       | Lugar | 2000 | lugar | 2008      | Lugar |
| --------------------------------------- | ---------- | ----- | ---- | ----- | --------- | ----- |
| Pasajeros nacionales transportados      | 5,751,554  | 1.º   |      |       | 4,738,068 | 1.º   |
| Pasajeros Internacionales transportados | 1,308,231  | 2.º   |      |       | 2,131,118 | 2.º   |
| Carga nacional transportada (kg)        | 28,184,543 | 2.º   |      |       | 4,738,068 | 1.º   |
| Carga internacional transportada (kg)   | 10,223,668 | 2.º   |      |       | 2,131,118 | 2.º   |
| Vuelos regulares nacionales (kg)        | 129,326    | 1.º   |      |       | 61,930    | 2.º   |
| Vuelos regulares internacionales        | 32,103     | 2.º   |      |       | 27,835    | 2.º   |
| Edad promedio de flota (años)           |            |       |      |       | 7.2       | 4.º   |
| Tamaño de flota (número de equipos)     |            |       |      |       | 89        |       |

Fuentes: Secretaría de Comunicaciones y Transporte, excepto edad promedio de flota (airfleets.net)

## Alianzas Multimodales
Aeroméxico ofrece descuentos especiales con sus socios de transporte terrestre.

### Ecobajatours
Del aeropuerto de San José del Cabo y La Paz a varios puntos en Baja California - obtén un descuento al presentar tu pase de abordar en los mostradores de Ecobajatours.

### Galgos
Tapachula, Guatemala y El Salvador - obtén 10% de descuento en rutas establecidas al presentar tu pase de abordar en el mostrador de la línea.

### Intercalifornias
Del aeropuerto de Tijuana a varias ciudades de Estados Unidos - tu pase de abordar te ayudará a obtener tarifas preferenciales en todas las rutas de Intercalifornias, desde Tijuana hacia distintas ciudades de California, Estados Unidos.

### Taxiweb Nueva Imagen
Aeropuerto Internacional de la Ciudad de México y área metropolitana - reserva tu servicio de taxi desde la T2 del Aeropuerto Internacional de la Ciudad de México hacia varios puntos dentro del área metropolitana y obtén una tarifa especial.

### Tufesa
Hermosillo, Nogales y Guaymas - con tu pase de abordar obtienes el 15% de descuento saliendo del Aeropuerto de Hermosillo a Ciudad Obregón, Cananea, Guaymas, Nogalesy Agua Prieta.

### Renfe
Aeroméxico se unió a Renfe, la empresa ferrioviaria más importante de España y una de las mejores a nivel mundial, para ofrecerte un servicio completo y de calidad. Viaja por aire y tierra, viviendo una experiencia única. Conecta desde Madrid hacia y desde las siguientes ciudades: Barcelona, Sevilla, San Sebastián, Alicante, Zaragoza, Valencia, Málaga, Córdoba, Cádiz y Valladolid, a bordo de los trenes más modernos de España.[cita requerida]

## Accidentes e incidentes
- El 2 de junio de 1958, Un Lockheed Constellation matrícula XA-MEV, que operaba el vuelo 111 de Aeroméxico había despegado del Aeropuerto Internacional de Guadalajara proveniente de los Aeropuertos de Tijuana y Mazatlán, con destino final al Puerto de Acapulco, y con escala en la Ciudad de México. Dos minutos después del despegue por la pista 28 con lluvia nocturna y con poca visibilidad, la aeronave realizó un procedimiento de viraje tardío acercándose muy pronto por un mal cálculo del piloto al cerro de las Latillas o Picacho en Tlajomulco, estrellándose en la cúspide del cerro. Sus 45 ocupantes incluyendo tripulación murieron de manera Instantánea. Además del error humano, otro factor que influyó fue la falta de equipamiento de navegación en el aeropuerto. Durante las investigaciones surgieron más hipótesis respecto al incidente, desde fallas del motor hasta un atentado político contra algunos de los pasajeros pertenecientes a la aristocracia de Guadalajara que habían abordado el vuelo. La aeronave contaba con 7 años de antigüedad y había sido adquirida de segunda mano. Actualmente a la zona del accidente se le conoce como el Cerro del Avión, donde existe un pequeño monumento y aún permanecen pequeños fragmentos del Lockheed.

- El 20 de junio de 1973, el vuelo 229 de Aeroméxico, un McDonnell Douglas DC-9 se estrelló en la ladera de una montaña mientras ejecutaba la aproximación al Aeropuerto Internacional Licenciado Gustavo Díaz Ordaz ubicado en Puerto Vallarta, Jalisco, México. Las 27 personas a bordo fallecieron.[64]

- El 27 de julio de 1981, el vuelo 230 de Aeroméxico operado por un DC-9-32 que experimentó un aterrizaje forzoso en el Aeropuerto de Chihuahua y se separó. Se produjo un incendio y 32 personas fallecieron.

- El 8 de noviembre de 1981, el vuelo 110 de Aeroméxico operado por un DC-9-32 colisionó en una montaña en el poblado Mesas de Pineda, a unos 70 kilómetros al noreste de Zihuatanejo, Guerrero, cuando se encontraba realizando un descenso de emergencia y posterior regreso al Aeropuerto Internacional de Acapulco, debido a una descompresión, matando a sus 18 ocupantes.[65]

- El 31 de agosto de 1986, el vuelo 498 de Aeroméxico, un McDonnell Douglas DC-9 colisionó con una avioneta Piper Cherokee en su aproximación final hacia el Aeropuerto Internacional de Los Ángeles. No hubo sobrevivientes en ambos aviones. Terminadas las investigaciones correspondientes se concluyó que el piloto de la avioneta ingresó de manera no autorizada al área restringida del control de tráfico aéreo provocando confusión en los controladores aéreos.

- El 6 de octubre de 2000, el vuelo 250 de Aeroméxico operado por un DC-9-32, salió de la pista de aterrizaje del Aeropuerto Internacional de Reynosa colisionando finalmente en el canal de Riego Rodhe, todos los pasajeros y tripulantes del vuelo sobrevivieron, sin embargo el avión dejó a su paso 4 personas fallecidas.[66]

- El vuelo 576 de Aeroméxico, un Boeing 737-752, fue secuestrado el 9 de septiembre de 2009. El avión aterrizó en el Aeropuerto Internacional de la Ciudad de México donde los pasajeros fueron liberados, la tripulación también fue liberada, las autoridades detuvieron a cinco hombres en conexión con el secuestro aéreo, solamente uno de los detenidos en custodia fue identificado por las autoridades como el autor. La demanda principal del secuestrador era hablar con el presidente en curso Felipe Calderón Hinojosa. No hubo heridos en el vuelo.

- El 31 de julio de 2018, el vuelo 2431 de Aeroméxico Connect, una aeronave Embraer ERJ-190AR con matrícula "XA-GAL" con destino al Aeropuerto Internacional de la Ciudad de México, impactó contra el terreno al despegar del Aeropuerto Internacional de Durango. A bordo de la aeronave se encontraban 99 pasajeros y 4 miembros de tripulación los cuales lograron salir poco antes de que el avión se incendiara.[67][68] Cuerpos de rescate informaron del traslado de 18 personas heridas al Hospital General 450.[69][70] En total había 85 heridos, 49 personas han sido trasladas a varios hospitales.[71][72][73]

- El 10 de agosto de 2018, el vuelo 148 de Aeroméxico Connect con dirección a Puerto Vallarta fue evacuado en el Aeropuerto Internacional de la Ciudad de México justo antes de despegar, la causa fue que una de las sobrecargos notó fuego en uno de los motores. El avión fue un Embraer ERJ-190AR en el que iban a bordo 65 pasajeros; ninguno resultó lesionado o herido. Entre ellos un pasajero informó vía telefónica de forma anónima al periódico Reforma todos los detalles.[74]

- El 3 de enero de 2021, el vuelo 549 de Aeroméxico que cubría la ruta Cancún a Ciudad de México, operado por un Boeing 787 abortó el despegue después que se presentarán fallas en uno de los motores debido a un impacto con ave. Los pasajeros fueron evacuados, algunos con ligeros golpes.[75]

- El 5 de enero de 2023, tras la segunda detención de Ovidio Guzmán López, tres aeronaves recibieron impactos de bala en el Aeropuerto de Culiacán: Un Embraer ERJ-190LR con matrícula XA-ALW que operaba el vuelo 165 de Aeroméxico entre el Aeropuerto Internacional de Culiacán y el Aeropuerto Internacional de la Ciudad de México recibió impactos en la parte trasera del fuselaje durante la fase de rodaje antes de comenzar la carrera de despegue, por lo que el vuelo tuvo que ser cancelado y los pasajeros tuvieron que ser resguardados en la terminal. Tras dichos eventos, el aeropuerto de Culiacán fue cerrado a la aviación civil durante los días 5 y 6 de enero. No se reportaron víctimas mortales, solo daños menores en la aeronave.[76][77]